# Франк, Илья Михайлович
Илья́ Миха́йлович Франк (10 (23) октября 1908, Санкт-Петербург — 22 июня 1990, Москва) — советский физик. Академик Академии наук СССР (1968). Лауреат Нобелевской премии (1958). Лауреат двух Сталинских премий (1946, 1953) и Государственной премии СССР (1971).

## Биография

### Происхождение
Родился 10 (23) октября 1908 года в Санкт-Петербурге в семье математика (впоследствии профессора) Михаила Людвиговича Франка, еврея по национальности и медсестры (впоследствии детского фтизиатра) Елизаветы Михайловны Франк (в девичестве Грациановой), незадолго до того переселившихся в Санкт-Петербург из Нижнего Новгорода.
Отец будущего физика происходил из известного московского еврейского семейства — его дед, Моисей Миронович Россиянский, в 60-х годах XIX века стал одним из основателей еврейской общины Москвы. Дед Ильи Михайловича, Людвиг Семёнович Франк (1844—1882), выпускник Московского университета (1872), переселился в Москву из Виленской губернии во время Польского восстания 1863 года. В качестве военного врача участвовал в русско-турецкой войне 1877—1878 годов, будучи удостоенным ордена Святого Станислава и дворянства. Брат отца (дядя Ильи Михайловича Франка) — русский религиозный философ Семён Людвигович Франк; другой брат — художник, скульптор, сценограф и книжный иллюстратор Леон (Лев Васильевич) Зак (псевдоним Леон Россиянский, 1892—1980), бывший в 1910-х годах одним из идеологов движения эгофутуристов (под поэтическим псевдонимом Хрисанф).
Дед по матери, Михаил Яковлевич Грацианов, был чиновником. Бабушка, Ольга Петровна, происходила из духовной семьи. Её отец — священник Петр Макарович Красовский, автор «Поучения для простого народа».
Брат И. М. Франка — советский биолог, академик АН СССР Глеб Михайлович Франк.

### Научная карьера
В 1925 году окончил среднюю школу и в 1926 году поступил в Московский университет. После окончания в 1930 году физико-математического факультета Московского государственного университета, И. М. Франк сначала работал в Москве, в лаборатории академика С. И. Вавилова, затем, с 1931 года — в Ленинграде в ГОИ у профессора А. Н. Теренина. В 1934 году перешёл в ФИАН имени П. Н. Лебедева. В 1944 году И. М. Франк стал профессором МГУ имени М. В. Ломоносова. В 1946 году был избран членом-корреспондентом, в 1968 году стал академиком АН СССР.
В 1934 году аспирант С. И. Вавилова П. А. Черенков обнаружил, что заряженные частицы, проходя с очень большими скоростями сквозь воду, испускают свет. И. М. Франк и И. Е. Тамм в 1937 году дали теоретическое объяснение этому эффекту, который происходит при движении частиц в среде со скоростями, превышающими фазовую скорость распространения света в этой среде. Это открытие привело к созданию нового метода детектирования и измерения скорости высокоэнергетических ядерных частиц, который имеет огромное значение в современной экспериментальной ядерной физике.
В 1935 году И. М. Франк защитил докторскую диссертацию на тему: «Элементарные процессы при оптической диссоциации». Участвовал в создании и пуске реакторов ИБР-1 и ИБР-2, создании ядерного реактора Ф-1. С 1957 года был директором лаборатории нейтронной физики в ОИЯИ.
И. М. Франк был одним из академиков АН СССР, подписавших в 1973 году письмо учёных в газету «Правда» с осуждением «поведения академика А. Д. Сахарова». В письме Сахаров обвинялся в том, что он «выступил с рядом заявлений, порочащих государственный строй, внешнюю и внутреннюю политику Советского Союза», а его правозащитную деятельность академики оценивали как «порочащую честь и достоинство советского ученого». Однако до конца своей жизни он глубоко переживал о том, что поддался давлению тогдашнего президента АН СССР, подписав это письмо. 3 января 1990 года в статье «Истина всегда берет верх» И. М. Франк написал:

Недавно мы пережили тяжелое потрясение.
Ушел из жизни великий борец за справедливость А. Д. Сахаров, и боль утраты ещё не утихла. Никто, конечно, не забывает о тех гонениях, которым он недавно подвергался. Вина за них ложится и на Академию наук СССР. Я не был среди тех, кто осуждал присуждение ему Нобелевской премии мира, считая эту награду совершенно заслуженной. Однако в том, что опубликовала Академия наук против Сахарова, есть и моя доля вины. Я уже много лет как её осознал и никогда об этом не забываю. Вместе с Д. С. Лихачевым говорю не только «прощай», но и «прости».

Только И. М. Франк и академик С. В. Вонсовский публично принесли свои извинения А. Д. Сахарову.
Умер 22 июня 1990 года, похоронен на Введенском кладбище (участок № 30).

### Семья
- Первая жена И. М. Франка — Элла Абрамовна Бейлихис, советский историк. В браке с 1937 по 1960 годы. В совместном браке родился сын Александр. Брат жены — советский гигиенист и историк медицины, профессор Московского НИИ гигиены имени Ф. Ф. Эрисмана Григорий Абрамович Бейлихис.
- Вторая жена — Марина Михайловна Назарова (Губерт), врач-пульмонолог. В браке с 1966 по 1990 годы.
- Сын — физик-ядерщик Александр Ильич Франк (род. 1941), доктор физико-математических наук, главный научный сотрудник основанной его отцом Лаборатории нейтронной физики ОИЯИ.
  - Внук — инженер Илья Александрович Франк (1964—2020) — помощник главного инженера ОИЯИ, был убит в июле 2020 года в Дубне[10].

### Мировоззрение
Бабушка по матери, Ольга Петровна, дочь православного священника, соблюдала религиозные традиции и водила внуков Глеба и Илью в часовню при лечебнице на Лицейской улице. Мать, Елизавета Михайловна, прививала детям православие, но в юности Франк утратил веру. Однако, по воспоминаниям академика РАН А. Н. Сисакяна:

В последние годы он часто говорил на философские и религиозные темы. Мне кажется, что это были не только естественные размышления пожилого человека, но и результат многолетнего внутреннего процесса, происходившего в сознании и душе человека.

В зарубежных поездках Франк посещал храмы, в том числе православную церковь в Мюнхене, где венчались его родители в 1902 г. В 1988 г., в год тысячелетия крещения Руси, вместе с рядом членов АН СССР подписал обращение за передачу Церкви храма Похвалы Пресвятой Богородицы в Ратмино, много жертвовал на его восстановление.
По свидетельству Е. Яника, за несколько дней до смерти Франк сказал:

Всю мою взрослую жизнь я считал себя агностиком. Не атеистом, а именно агностиком. А сейчас, на закате жизни, я стал верующим членом Русской православной церкви. Посещаю литургии в Ратмино, в чём мне помогает отец Александр Семенов. Значит, я больше не агностик, а верующий христианин.

Отпевание Ильи Михайловича Франка прошло в церкви Ризоположения на Шаболовке[уточнить] при участии священника Александра Семенова.

## Награды и премии
- Нобелевская премия по физике (1958) — за открытие и интерпретацию эффекта Вавилова-Черенкова (совместно с П. А. Черенковым и И. Е. Таммом);
- Сталинская премия первой степени (1946) — за открытие и исследование излучения электронов при движении их в веществе со сверхсветовой скоростью, результаты которых обобщены и опубликованы в «Трудах ФИАН имени П. Н. Лебедева»;[13]
- Сталинская премия второй степени (1953) — «за ядерно-физические исследования, связанные с разработкой и испытанием изделия РДС-6с» (первой советской водородной бомбы)[14];
- Государственная премия СССР (1971) — за цикл работ «Исследовательский реактор ИБР и реактор ИБР с инжектором»;
- Золотая медаль имени С. И. Вавилова;
- три ордена Ленина (1952, 1953, 1975);
- орден Октябрьской Революции (1978);
- два ордена Трудового Красного Знамени (1948, 1968);
- орден «Знак Почёта» (1945);
- медали.

## Память

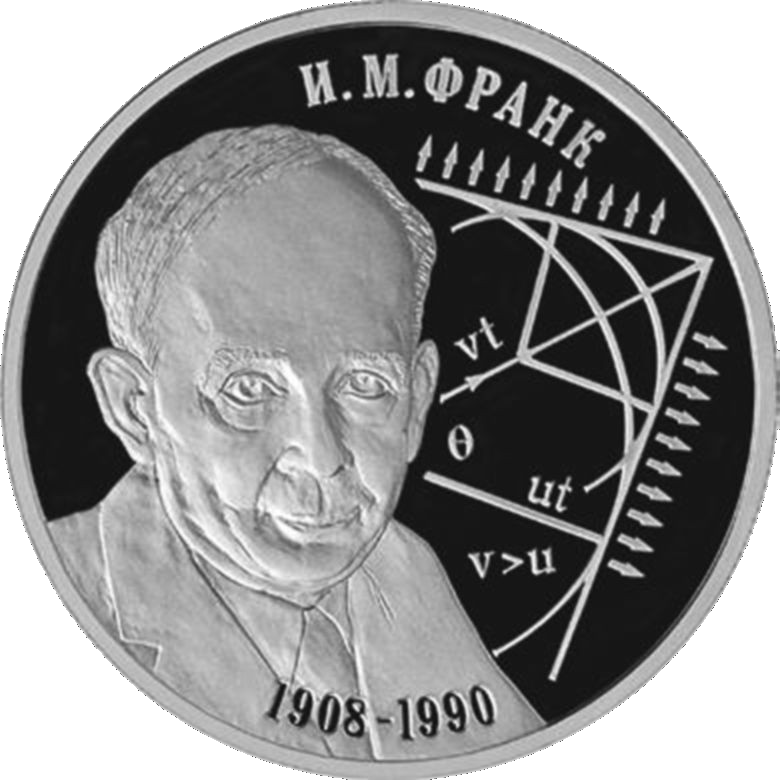
Памятная монета Банка России, посвящённая 100-летию со дня рождения И. М. Франка. 2 рубля, серебро, 2008 год

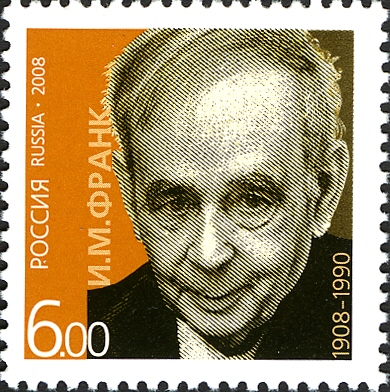
И. М. Франк на почтовой марке России

- В 2008 году в честь Франка была выпущена почтовая марка России[источник не указан 4725 дней];
- Имя носит Лаборатория нейтронной физики ОИЯИ;
- 1 октября 2008 Банком России выпущена серебряная монета номиналом 2 рубля, на реверсе которой изображены портрет учёного и графическая модель излучения Вавилова — Черенкова[15]. Художник А. Д. Щаблыкин. Скульптор А. А. Долгополова. Чеканка Санкт-Петербургский монетный двор (СПМД). Оформление гурта: 195 рифлений;
- В апреле 2012 года Аэрофлот назвал именем Франка один из новых самолётов Airbus A330-343 (серийный номер 1301, бортовой регистрационный номер VQ-BMY)[16];
- В память Франка названы улицы в подмосковных городах Дубне и Троицке;
- В память Франка 4 ноября 2019 года в городе Дубне открыт памятник на улице, носящей его имя[17].
- В память Франка 5 сентября 2022 года открыт[18] памятник работы скульптора Александра Миронова в Москве на аллее нобелевских лауреатов НИЯУ МИФИ перед главным корпусом Национального исследовательского ядерного университета «МИФИ» (НИЯУ МИФИ).